# William Turner
William Turner (Londra, 23 aprile 1775 – Chelsea, 19 dicembre 1851) è stato un pittore e incisore inglese.
Appartenente al movimento romantico, il suo stile pose le basi per la nascita dell'Impressionismo e fu anticipatore dell'astrattismo.
Benché ai suoi tempi fosse visto come una figura controversa, Turner è oggi considerato l'artista che elevò la pittura paesaggistica ad un livello tale da poter competere con la più blasonata pittura storica. Famoso per le sue opere ad olio, Turner fu anche uno dei più grandi maestri britannici nella realizzazione di paesaggi all'acquerello, e meritò il soprannome di «pittore della luce».

## Biografia

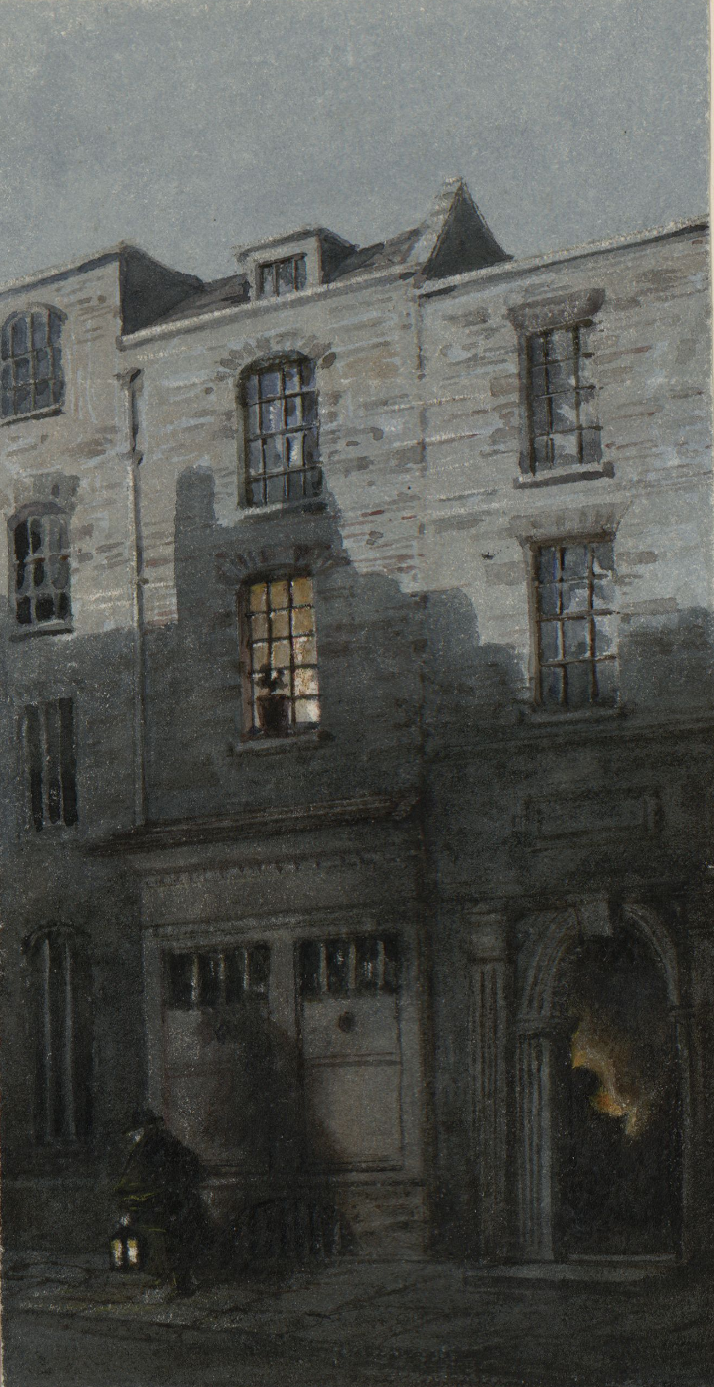
Frances Elizabeth Wynne,
Casa natale di Turner (1854-1864),
National Library of Wales

### Gli inizi
Joseph Mallord William Turner nacque il 23 aprile 1775 a Londra, al numero 21 di Maiden Lane. Il padre, William Gayone Turner (27 gennaio 1738 – 7 agosto 1829), era un barbiere e fabbricante di parrucche quieto ed operoso; la madre, Mary Marshall, era invece una donna eccentrica e volubile e, in seguito alla morte prematura della figlioletta Helen (avvenuta nel 1786), cominciò a dare i primi segni di quello squilibrio mentale che la travaglierà fino alla morte. Nel 1800 i suoi disturbi psichici divennero talmente gravi da comportarle il ricovero presso il Bethlehem Hospital di Londra, manicomio dove visse negli stenti sino alla morte, avvenuta nell'aprile 1804.
Inizialmente disorientato dall'assenza della figura materna, il giovane William venne affettuosamente cresciuto dal padre, il quale ne intuì il talento artistico e non esitò ad esporre i primi disegni ed acquarelli del figlio nella vetrina della sua bottega, o persino a venderli per qualche scellino: «William farà il pittore», questa era la profetica frase che papà Turner spesso diceva orgogliosamente ai propri clienti. Nemmeno i vari parenti e congiunti furono insensibili alla complicata situazione familiare del piccolo: alcuni zii materni, infatti, intorno al 1780 lo avrebbero invitato nella loro tenuta di Margate, località nel Kent dalla quale Turner ricavò impressioni ed emozioni poi rese poeticamente in disegni risalenti sia all'inizio che alla fine della sua carriera. Al 1786 risale invece un suo soggiorno a Brentford, cittadina del Middlesex dove fu ospite di uno zio materno e dove a 11 anni firmò i primi disegni noti, mentre nel 1789 si recò a Sunningwell, nei pressi di Oxford, dove eseguì il suo primo album di schizzi.

### Esordi
Nel frattempo la sua vocazione artistica si era ormai palesata in modo autentico e potente e l'11 dicembre 1789 - dopo un periodo di prova nel quale dovette esercitarsi nella riproduzione grafica di sculture rinascimentali - riuscì ad entrare alla Royal Academy of Arts di Londra. Qui studiò prospettiva e pittura sotto la guida di Thomas Malton, acquarellista specializzato in oggetti architettonici e topografici: i suoi primi dipinti, in effetti, riflettono questo gusto, tanto che - molto più tardi - avrebbe affermato: «se potessi rinascere, sarei piuttosto un architetto che un pittore». Nel maggio 1790, quando non aveva che quindici anni, Turner presentò il suo primo acquarello all'esposizione annuale della Royal Academy, Vista del palazzo dell'Arcivescovo a Lambeth. Nello stesso anno il giovane William cominciò a recarsi in campagna a dipingere paesaggi e studi dal vero, facendo tappa a Bath, Bristol, Malmesbury e percorrendo in lungo e in largo il Somerset e il Wiltshire. Ebbe così inizio la sua lunga serie di viaggi formativi, che avrebbe condotto sistematicamente ogni anno: nel 1792 soggiornò in Galles, nel 1794 nelle Midlands, nel 1795 di nuovo in Galles e nell'isola di Wight, nel 1797 nell'Inghilterra del nord e in Cumbria; nell'estate 1798 fu a Malmesbury, a Bristol e nel Galles del nord, mentre nel 1799 si recò in compagnia di William Beckford a Fonthill, nel Lancashire e nuovamente nel Galles settentrionale. All'estate 1801 risale il suo primo viaggio in Scozia, mentre tra il luglio e l'ottobre 1802 visitò per la prima volta il continente, forse con l'amico Walter Ramsden Fawkes, con tappe in Francia e in Svizzera.

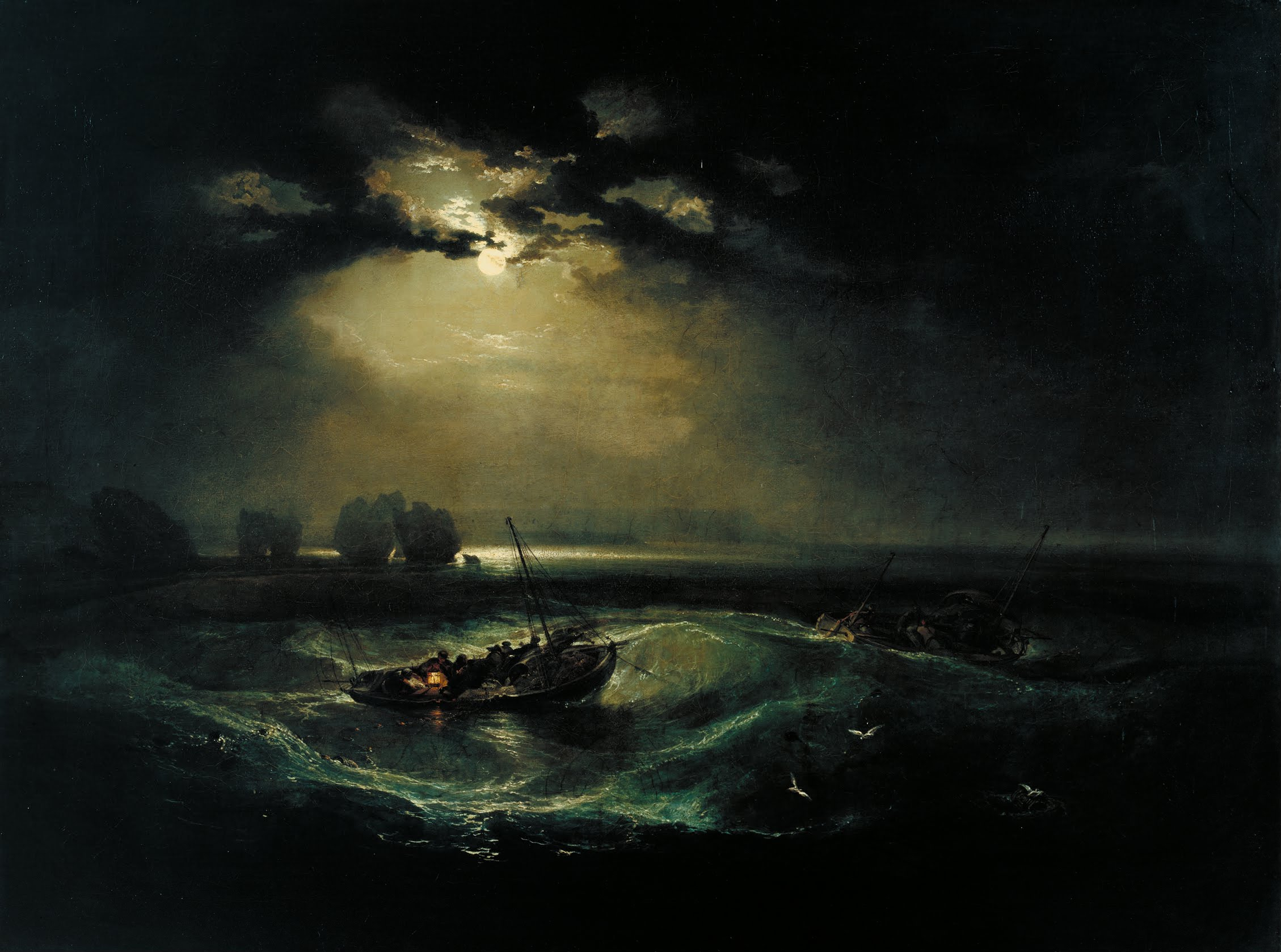
William Turner, Pescatori in mare (1796), Londra, Tate Gallery

Parallela ai frequenti viaggi fu l'attività pittorica. Nel 1793 fu premiato un suo disegno di paesaggio alla Royal Academy, e l'anno successivo si attirò l'attenzione della critica con l'originalità delle sue opere. Nel 1795 venne impiegato come disegnatore topografo (donde il viaggio nell'isola di Wight e in Galles), mentre nel 1796 presentò alla Royal Academy il suo primo olio su tela, Pescatori in mare, riscuotendo un discreto successo. Particolarmente importante fu per Turner l'amicizia di Thomas Monro, dottore che in quegli anni stava curando John Robert Cozens, acquarellista inglese particolarmente dotato ma mentalmente instabile, e per questo motivo affidato alle sue cure; fu in questo modo che Monro accumulò una considerevole quantità di opere d'arte inglese (molte delle quali eseguite dall'illustre paziente) e, per questo motivo, ogni venerdì sera invernale era solito riunire intorno a sé giovani artisti, così da farli lavorare a confronto diretto con i capolavori dei maestri. Nel cenacolo di artisti riuniti attorno al Monro, oltre a «conoscere a fondo la composizione, la struttura, la tonalità e l'abilità tecnica» dei grandi acquarellisti inglesi, Turner ebbe modo di conoscere Thomas Girtin, potenziale pericolo per la sua carriera:

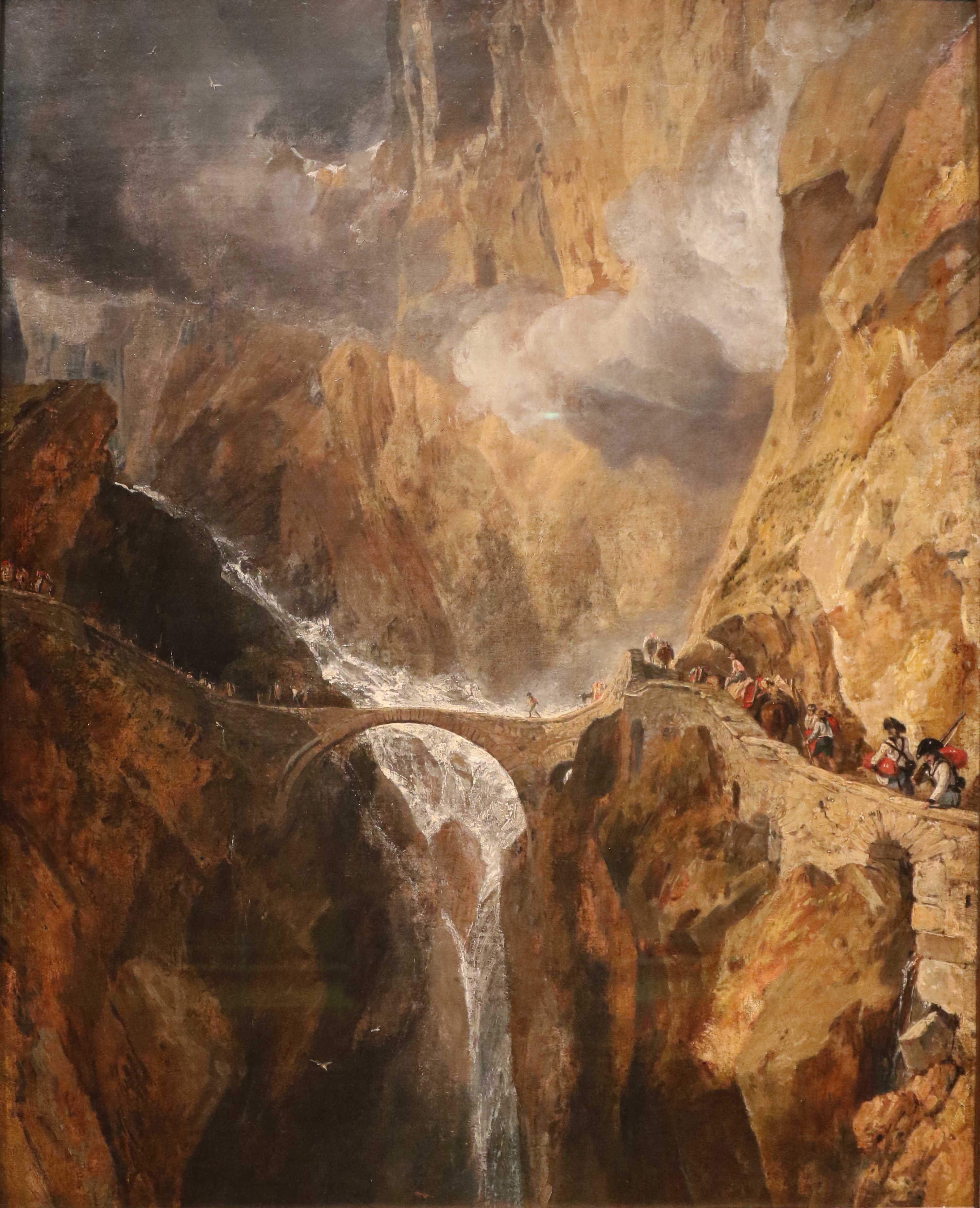
William Turner, Il Ponte del Diavolo al San Gottardo

(Silvia Borghesi)

### Nel segno della Royal Academy
Nel 1801 Turner presentò all'annuale mostra della Royal Academy Barche olandesi durante una burrasca: pescatori che cercano di tirare a bordo il pesce, quadro che venne altamente lodato da Benjamin West e Füssli, ma che non piacque ad alcuni critici che ne criticarono la lirica libertà del tocco e la mancanza di linee di contorno. Con questo quadro, in effetti, Turner si scostò dalla scuola tradizionale di paesaggio inglese - composta da artisti, quali Whitcombe, Swaine e Pocock, che ripetevano pedissequamente gli stilemi della scuola olandese settecentesca - ed effettuò una decisiva virata in senso romantico, mostrandosi più attento ai riflessi luminosi sullo specchio d'acqua e al colorismo, reso con grandi coinvolgimenti lirici.
Nel 1802 Turner espose alcune marine, fra le quali Pescatori a costa di sottovento, con tempo di burrasca e navi che accostano per l'ancoraggio, e opere a soggetto biblico, come Giasone e La decima piaga d'Egitto. Al 1802 risalgono anche la morte di Girtin (pittore al quale, nonostante tutto, Turner fu legato da un saldo vincolo d'amicizia), la nomina a membro effettivo della Royal Academy e, soprattutto, il viaggio in Francia e in Svizzera. A Parigi entrò in contatto con l'atelier di David e studiò con molta attenzione i capolavori di Poussin, Lorrain Tiziano, Correggio, Domenichino, Rubens, Watteau, Rembrandt e Ruisdael esposti al Louvre.
Sulla base degli schizzi realizzati durante il viaggio in Francia e Svizzera, Turner nel 1803 presentò sempre alla Royal Academy alcune marine, le quali furono immediatamente acquistate e generalmente suscitarono una calorosa accoglienza, e vari dipinti a soggetto storico e mitologico. Molto controversa fu La festa per l'inizio della vendemmia a Mâcon, tela che ottenne l'entusiastico elogio di Fussli, secondo il quale era un'opera «senza paragoni; il primo paesaggio di questo tipo che sia stato eseguito dai tempi di Claude Lorrain» ma che fu aspramente stroncata da un giornalista del True Briton, che definì la composizione di una «grandiosità bastarda», nonostante «l'imponente dignità dell'impressione generale». Turner sarebbe ricorso agli appunti grafici e alle annotazioni del proprio viaggio anche per altri dipinti, quali Il Ponte del Diavolo al San Gottardo, eseguito nel 1803-1804.
Le opere di Turner di questi anni, tuttavia, continuarono a meritarsi un atteggiamento ondivago, venendo appassionatamente lodate dal Fussli ma criticate da personaggi anche molto influenti, come George Beaumont. Fu per questo motivo che Turner decise di allestire uno studio privato all'interno della sua abitazione londinese, al n. 64 di Harley Street (nel quartiere londinese di Marylebone) ed esponendovi le proprie opere a partire dal 1804, in modo da svincolarsi dalla Royal Academy. Questa soluzione fu molto apprezzata dagli estimatori di Turner, i quali potevano in questo modo acquistare le tele direttamente dall'artista, che così divenne il protégé di illustri aristocratici e architetti, fra i quali si ricordano il duca di Bridgewater, Richard Payne Knight, Lord Egremont, Sir John Leicester (committente di due quadri raffiguranti Tabley Hall, la sua dimora nel Cheshire), il conte di Darlington, Lord Lonsdale, William Moffatt e John Nash. Speciale menzione merita Walter Fawkes, proprietario di una villa nei pressi di Leeds, Farnley Hall: qui Turner si sarebbe recato ripetutamente fra il 1809 e il 1824, instaurando con il Fawkes un fecondo rapporto d'amicizia, fatto anche d'intesa personale e umana, ed entrando in confidenza con i membri della sua famiglia.
Nel frattempo, con il sopraggiungere delle turbolente guerre napoleoniche, i committenti europei iniziarono a rarefarsi. Dato il clima teso, anche Turner cessò di viaggiare sul continente e ritornò a soggiornare in località britanniche: del 1806 è un soggiorno a Knockholt, nel Kent, dove l'amico William Frederick Wells, insegnante di disegno e presidente della Watercolour Society, lo sollecitò a redigere il Liber Studiorum, raccolta di disegni raffiguranti le varie categorie di paesaggio (pastorale, pastorale epico, architettonico, naturale, storico, marittimo): si trattò di un'opera che, oltre a ribadire l'eclettismo di Turner, servì anche a rivalutare il ruolo della pittura di paesaggio all'interno della gerarchia dei generi. Del 1805, invece, è La battaglia di Trafalgar vista dalle sartie dell'albero di mezzana di tribordo della "Victory", quadro realizzato sulla base di alcuni schizzi eseguiti nello stesso anno, quando Turner assistette al ritorno della nave ammiraglia di Nelson, la Victory, dopo la battaglia di Trafalgar. Anche questo dipinto suscitò molte obiezioni a causa della sua «mancanza di rifinitura», a tal punto che lo stesso Turner fu costretto a ridipingerlo più volte prima di riuscire ad esporlo alla British Institution, ente rivale della Royal Academy.

### L'astro del Bel Paese

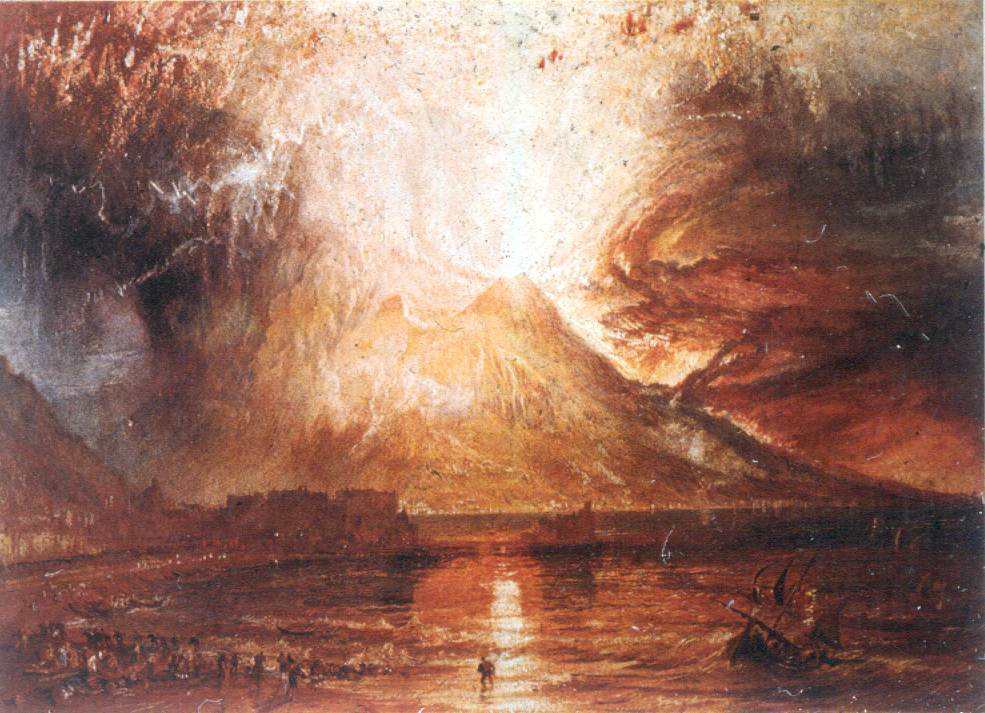
William Turner, Eruzione del Vesuvio (1817), Yale Center for British Art, USA

Il 7 gennaio 1811 Turner iniziò a tenere conferenze alla Royal Academy in veste di professore di prospettiva, carica della quale era già stato insignito il 2 novembre 1807 ma che non aveva mai esercitato. Si venne così ad accentuare il contrasto tra l'attività accademica del Turner e la sua riflessione in campo artistico, incentrata sullo studio della luce e del colore: di queste ricerche parleremo più approfonditamente nel paragrafo Stile. Tra luglio e settembre soggiornò nel Dorset, in Devon, in Cornovaglia e in Somerset ed eseguì numerosi disegni, mentre nel 1813 si recò nuovamente nel Devonshire in compagnia di Charles Eastlake e Cyrus Redding; qui realizzò con grande destrezza una cospicua mole di schizzi dal vero a olio. Agli anni successivi risalgono diverse opere di soggetto mitologico, storico e paesaggistico di grande pregio, fra le quali si segnalano Didone ed Enea (1814), Il Lago Averno: Enea e la Sibilla Cumana (1814-1815) e Didone costruisce Cartagine (1815), tela particolarmente apprezzata da Turner, che la considerò sempre il suo chef d'œuvre.
Nel 1818 l'artista ricevette l'incarico di illustrare The Picturesque Tour of Italy di James Hakewill. Questa commissione certamente lo persuase a intraprendere un viaggio in Italia, così da approfondire la propria ricerca artistica sull'uso del colore e della luce: in questo modo, inoltre, egli avrebbe potuto misurarsi con i capolavori degli antichi maestri italiani, onde evitare di cadere in uno stile che replicasse sterilmente la maniera. Turner partì per il Bel Paese nell'agosto 1819, facendo tappa a Torino, Milano, Como, Verona, Venezia, Ancona, Roma, Napoli, Paestum e Lerici. A Roma entrò in contatto con le colonie di artisti stranieri, accostandosi alla pittura primitiva dei Nazareni grazie all'interessamento dell'amico Eastlake; presso la stessa città, inoltre, ricevette la nomina a membro onorario dell'Accademia di San Luca con il patrocinio dell'illustre Antonio Canova. Il soggiorno italiano si rivelò estremamente fecondo anche per la sua arte, che risentì positivamente della suadente duttilità della luce mediterranea e delle sfumature che essa assumeva, serbando tracce profonde che sarebbero poi riemerse nei quadri degli anni successivi.

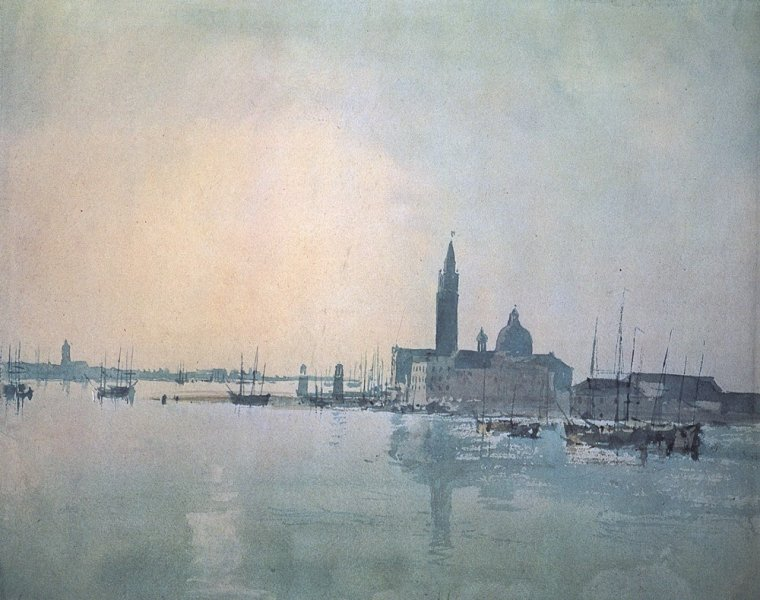
William Turner, San Giorgio Maggiore dalla Dogana, acquerello (1819)

Dopo aver fatto affrettatamente sosta a Torino e al Moncenisio, Turner fece ritorno a Londra nel 1820, eseguendo nello stesso anno la grande tela raffigurante Roma vista dal Vaticano, una sorta di testamento pittorico dei luoghi visitati, effigiati anche in altri quadri come Il golfo di Baia, con Apollo e la Sibilla e Il Foro Romano. Nel frattempo la sua fama presso gli ambienti aristocratici londinesi crebbe ulteriormente: ciò malgrado, la Corona Britannica continuò a muovere riserve verso i suoi dipinti, complice anche la virulenza con la quale i giornali continuarono ad attaccarlo. Incurante di ciò, Turner continuò a viaggiare instancabilmente, recandosi in Renania, in Belgio e nei Paesi Bassi nell'agosto 1825, studiando con molta attenzione le qualità luministiche dei dipinti dei grandi paesaggisti olandesi e di Rembrandt. Nel 1826 iniziò a lavorare ai bozzetti per la serie delle Picturesque Views in England and Wales, opera che diede nuova linfa alla sua produzione incisoria, mentre nel 1827 fu all'isola di Wight, dove fu ospite dell'amico John Nash, che gli commissionò tra l'altro due vedute del suo castello di East Cowes. Sulla via del ritorno soggiornò anche a Petworth, nella dimora del mecenate Lord Egremont, per il quale eseguì alcuni schizzi realizzati ad acquarello e gouache sulla formula degli house portraits. Nel febbraio 1828 tenne le sue ultime lezioni come docente di prospettiva, e allo stesso anno risalgono anche Didone dirige l'armamento della flotta e Boccaccio che racconta la novella dell'uccelliera, opere giudicate abbastanza negativamente dalla critica.
Sedotto dal fascino del Bel Paese, tra l'agosto 1828 e il febbraio 1829 Turner vi soggiornò nuovamente, dando così un impulso ancora più decisivo alla sua arte. Giunto a Roma nel 1828 dopo aver fatto tappa a Parigi, Lione, Avignone e Firenze, l'artista si insediò al palazzo Trulli alle Quattro Fontane e, per usare le sue stesse parole, si mise totalmente «al servizio della pittura», lavorando instancabilmente e concentrandosi soprattutto sulla pittura a olio. Indizi di un profondo mutamento stilistico ci vengono dati da Regolo e dalla Visione di Medea, due tele esposte il 18 dicembre presso la propria dimora e particolarmente osteggiate dalla critica, che guardò con stupore e scandalo quei «metodi così nuovi, così audaci e [a] pregi così inequivocabili». Ritornato in patria, Turner presentò l'Ulisse alla Royal Academy (suscitando giudizi alquanto negativi), per poi recarsi nel 1831 a Abbotsford, in Scozia, per fare visita all'illustre romanziere Walter Scott, illustrandone diverse poesie; nello stesso anno si recò anche a Parigi, conoscendovi probabilmente Eugène Delacroix.

### Ultimi anni

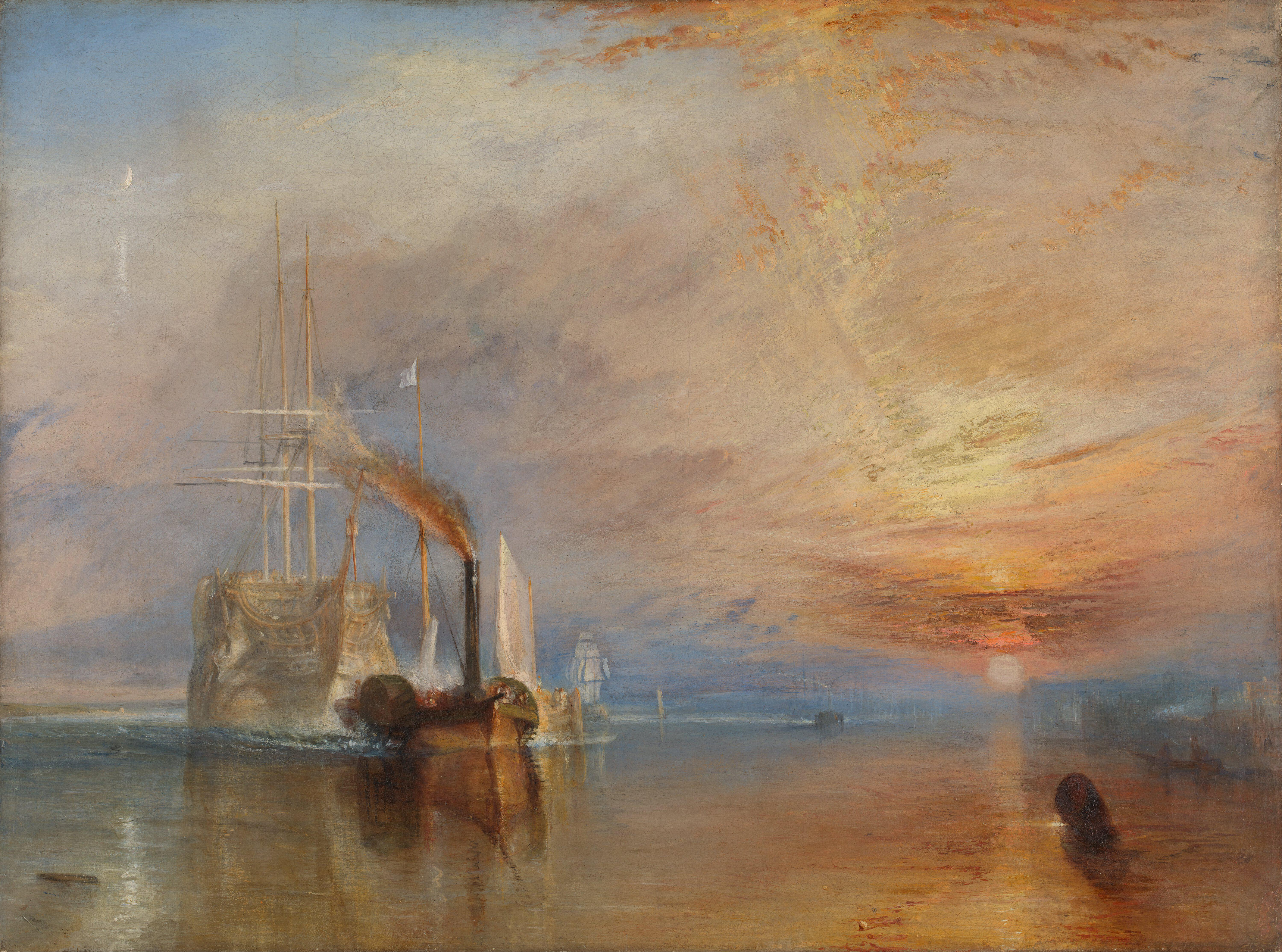
William Turner, La valorosa Téméraire (1839), Londra, National Gallery

L'incessante operosità di Turner non cessò neanche in questi anni. Nel 1834 fu vivamente impressionato dalla furia distruttrice dell'incendio della Camera dei Lord e decise così di trasporre l'evento su tela, realizzando L'incendio delle Camere dei Lord e dei Comuni: l'opera, presentata alla Royal Academy l'anno successivo, anche stavolta subì fasi alterne di apprezzamento e di aperta ostilità da parte dei critici. Del 1836 è invece Giulietta e la balia, opera dove il dramma shakesperiano viene trasporto su uno scenario veneziano: questa tela, seppur suscitò molte perplessità da parte della critica, fu entusiasticamente accolta da John Ruskin, una giovane promessa che si autoproclamò difensore del Turner e si schierò appassionatamente dalla sua parte. Del 1839 è inoltre uno dei capolavori del Turner: si tratta de La valorosa Téméraire, opera eroica e solenne che suscitò entusiastici apprezzamenti.
Al 1841-1844 risalgono alcuni soggiorni in Svizzera, Tirolo e in Italia settentrionale. Nel 1844 Turner programmò un ulteriore viaggio a Venezia, ma fu costretto a rinunciarvi a causa delle condizioni di salute assai precarie. Ne risentì anche il suo carattere, che divenne umbratile, molto schivo, pieno d'ombre interiori e perplessità: trasferitosi a Chelsea nel 1846, Turner non avrebbe rivelato la sua identità ai vicini di casa o agli abitanti del quartiere, rinunciando a palesarsi persino al suo dentista, al quale disse di essere un militare in pensione di nome Puggy Booth. L'unica persona alla quale Turner confidò fiduciosamente i propri pensieri e sentimenti intimi fu Sophia Booth, vedova di un ammiraglio.
Intanto Turner iniziò ad affogare i suoi dispiaceri nell'alcol, bevendo con spaventosa frequenza latte e rum e realizzando di rado opere degne del suo talento. Il tracollo fisico era ormai prossimo, e nell'ottobre 1851 si ammalò gravemente di colera: la morte gli era ormai vicina, e lo stesso medico curante ne era consapevole, a tal punto che l'aneddotica del tempo narra che quando la Booth gli chiese di «scendere in basso, prendere un bicchiere di sherry e poi dargli un'altra occhiata» la risposta rimase la medesima. William Turner morì nella sua dimora di Chelsea il 19 dicembre 1851, alla veneranda età di settantasei anni: gli furono tributati solenni funerali, e le sue spoglie furono deposte il 30 dicembre nella cripta della cattedrale di San Paolo, a Londra.

## Stile

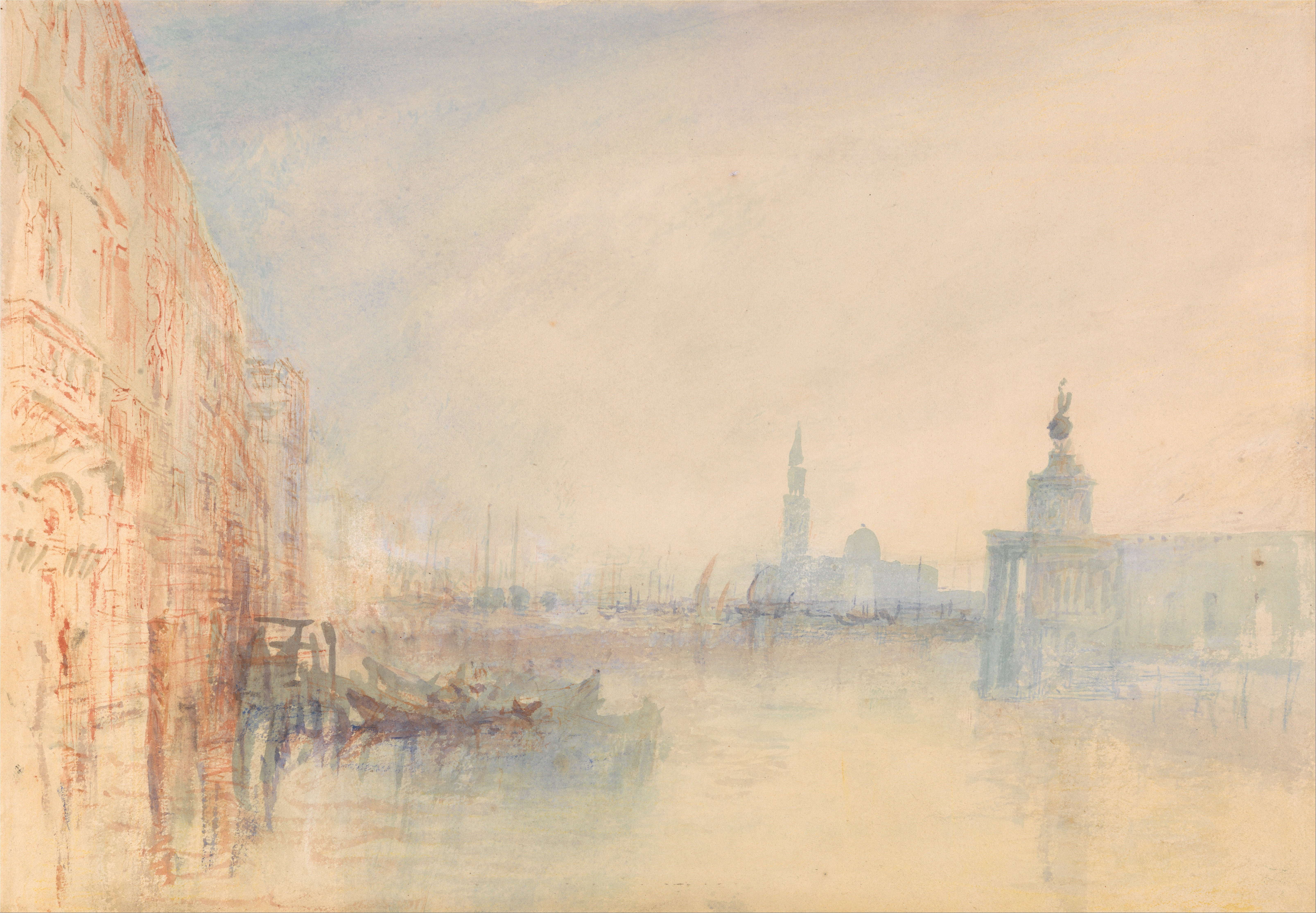
William Turner, Venezia, la foce del Canal Grande, acquerello (c. 1840), Yale Center for British Art, USA

### Dati stilistici fondamentali
William Turner è considerato uno dei paesaggisti più significativi dell'intera storia dell'arte. Considerato tra i maggiori interpreti del sublime, poetica teorizzata e diffusa da Edmund Burke, Turner, pur muovendosi da principio nel solco della tradizione accademica, iniziò sempre di più a interessarsi al paesaggio, reso dapprima con occhio da topografo e poi con notevoli qualità cromatiche e luministiche, tanto da diventare un imprescindibile punto di riferimento per le varie generazioni di pittori a lui successive, gli Impressionisti primi fra tutti. Neanche Turner avrebbe mai pensato di suscitare un'eco così duratura nella storia dell'arte: si pensi, a tal proposito, a quando si disse felice di aver avuto il suo successo dopo aver visto un dagherrotipo, perché considerava la pittura al capolinea.
La vastissima produzione pittorica di Turner, innanzitutto, è caratterizzata dal grande amore verso gli antichi maestri. Lo studio dei grandi pittori del passato fu un'attività che Turner attese diligentemente per gran parte della sua vita, a tal punto che egli stesso amava cogliere analogie o magari differenze tra i suoi dipinti e quelli studiati; gli stessi committenti, d'altronde, molto spesso gli commissionavano opere da appendere en pendant a dipinti di antichi maestri presenti nelle loro raccolte. Il pittore, tuttavia, si scagliava contro le «sbiadite imitazioni» e si cimentava in «opere di considerevole originalità» dove si raggiungeva un raffinato e armonioso equilibrio tra gli insegnamenti della tradizione e degli antichi maestri con la dirompente originalità creativa del pittore. Tra gli artisti prediletti da Turner, in ogni caso, vi erano John Robert Cozens, Willem van de Velde, Rembrandt, Tiziano e, soprattutto, Nicolas Poussin e Claude Lorrain, autori di pregiati giochi luministici che lasciarono una traccia profonda sulla sua fantasia.
Nelle opere di Turner traspare non solo il diligente studio degli antichi maestri, bensì anche la preponderanza del paesaggio, il quale anche quando si rivolge a temi mitologici, biblici e storici cessa di essere un mero fondale subordinato al dramma umano e assume per la prima volta la dignità di soggetto artistico autonomo. Il virtuosismo di Turner, effettivamente, esplode non tanto nella sua opera giovanile, ancora deferente alla tradizione classica, bensì proprio nelle sue pitture di paesaggio, raffigurato secondo le categorie estetiche del sublime e del pittoresco. I quadri di Turner, infatti, spesso colgono la Natura nella sua fenomenologia più vivace e violenta, raffigurando spettacoli tremendi, quali tempeste, naufragi, valanghe e incendi: sono eventi che, nella loro tragicità, suscitano nell'osservatore un piacere carico di disorientamento e paura, «a sort of delightful horror» per usare le parole di Edmund Burke, l'ideatore del concetto di sublime. Pur rispondendo prevalentemente alla poetica del sublime, comunque, le pitture di Turner non esitano ad esaltare il sentimento di armonia tra l'uomo e la natura, in quadri dove questi due elementi si confrontano in un sereno equilibrio, in pieno accordo con il pittoresco.

### Il colore e la luce
Turner, tuttavia, fu innovativo non solo per i soggetti scelti, ma anche per la sua personalissima ricerca figurativa, la quale si proponeva di indagare la radicalità sublime del colore e la dirompente energia della luce. Turner, infatti, era un uomo assai colto, ed era certamente al corrente delle varie ricerche di cromatica che, succedendosi sin dai tempi di Isaac Newton, culminarono nella Teoria dei colori del poeta tedesco Goethe, opera letteraria tradotta in inglese nel 1840. Goethe, in particolare, sosteneva che non è la luce a scaturire dai colori, bensì il contrario. Nello specifico, stando alla dottrina goethiana, i colori primari sono fenomeni generati dall'interazione tra la luce e le tenebre; secondo tale tesi, dunque, il colore esiste solamente in funzione della luce:
(Johann Wolfgang von Goethe)
Al Turner queste sperimentazioni scientifiche apparvero come una vera e propria rivelazione - esiste tuttora una sua copia annotata della Teoria dei colori goethiana - e fu per questo motivo che egli si indirizzò ben presto verso la più pura ricerca luministica. Un'altra fonte, stavolta figurativa, che deve essere menzionata in relazione al problema della luce è costituita dalla produzione pittorica di Rembrandt, che Turner rivisita personalmente, dando vita a dipinti come La figlia di Rembrandt, Pilato si lava le mani, I tre fanciulli nella fornace di fuoco ardente e Cristo scaccia i mercanti dal Tempio. Dopo l'incontro con Rembrandt e la lettura degli scritti di Goethe, infatti, Turner concluse che la luce non si limitava a determinare le realtà spaziali del mondo, bensì poteva anche modificarle. Per questo motivo egli, nella raffigurazione di un paesaggio, smise di riprendere la Natura in modo rigorosamente realistico: anzi, quello che più contava era l'impressione che un determinato stimolo esterno gli suscitava nell'animo e, pertanto, egli si preoccupava piuttosto di cogliere la densità dell'atmosfera e della luce in un determinato paesaggio e di tradurla su tela.
In questo modo Turner iniziò a trattare la luce non più come un semplice riflesso sugli oggetti, bensì come un'entità atmosferica completamente autonoma, in grado con la sua palpitante intensità di disintegrare le forme e i volumi presenti nei quadri. Il suo obiettivo, la sua «missione pittorica» fu quella di bloccare la luce sulla tela, conferendole una forma e un colore ben precisi: non a caso, Ruskin arrivò a definire Turner un «adoratore zoroastriano» del sole. Svincolandosi dai costrizionismi accademici, Turner seguì indefessamente questa strada e si avventurò nell'astrazione, abbandonando ogni limitazione e ogni «costrizione» della forma e realizzando immagini che si dilatano nel colore e nella pura modulazione della luce: per fare ciò impiegò uno stile che, conciliando la tecnica dell'acquerello con i colori ad olio, era adatto a rappresentare l'invadente luminosità dei colori ed il carattere mutevole ed effimero dei fenomeni atmosferici. La novità e la spregiudicatezza della tecnica cromatica di Turner anticipò di numerosi decenni quelli che furono i futuri indirizzi dell'arte impressionista, anche se egli affrontò la questione in modo meno rigoroso e più immaginativo.
Le pennellate, invece, erano mosse, spiraliformi, vorticose, eppure molto leggere ed evanescenti, tradendo un certo gusto per il fantastico ed il surreale, come se il paesaggio raffigurato non fosse ripreso dalla realtà ma «si materializzasse romanticamente attraverso la nebbia dei ricordi» (Cricco, Di Teodoro). Molto spesso, infatti, Turner realizzava un dipinto solo molto tempo dopo l'osservazione dell'evento, o del paesaggio: questo scarto temporale tra l'osservare e il dipingere «implicava la creazione di un'immagine che non era soltanto vista, ma anche ricordata» e concedeva quindi ampio spazio al potere creativo della memoria. Lo stesso Turner, d'altronde, concepiva l'arte come un'esperienza totale, a tal punto che l'aneddotica del tempo ci racconta che, per conferire veridicità a una propria marina in tempesta, giunse persino a «legarsi all'albero maestro della nave per provare in prima persona la drammatica esperienza»: si tratta di una caratteristica che lo avvicina molto al musico tedesco Richard Wagner, come osservato dal critico d'arte Kenneth Clark.

## Opere
Di seguito è riportato un elenco parziale delle opere di William Turner:
- Pescatori in mare, 1796, olio su tela, Tate Britain, Londra;
- La quinta piaga d'Egitto, 1800, olio su tela, Museum of Art, Indianapolis;
- Veduta dal chiostro della cattedrale di Salisbury, 1802 circa, olio su tela, Victoria and Albert Museum, Londra;
- Il molo di Calais, 1803, olio su tela, National Gallery, Londra;
- Il naufragio, 1805, olio su tela, Tate Britain, Londra;
- Sole nascente nella foschia, 1807, olio su tela, National Gallery, Londra;
- Londra dal parco di Greenwich, 1809, olio su tela, Tate Britain, Londra;
- Bufera di neve: Annibale e il suo esercito attraversano le Alpi, 1812, olio su tela, Tate Britain, Londra;
- Mattino gelido, 1813, olio su tela, Tate Britain, Londra;
- Il guado del ruscello, 1815, olio su tela, Tate Britain, Londra;
- Didone costruisce Cartagine, 1815, olio su tela, National Gallery, Londra;
- Roma vista dal Vaticano, 1820, olio su tela, Tate Britain, Londra;
- Il pellegrinaggio del giovane Aroldo, 1823 olio su tela, Tate Britain, Londra;
- Il canale di Chichester, 1828 circa, olio su tela, Tate Britain, Londra;
- Il parco di Petworth con la chiesa di Tillington in lontananza, 1828 circa, olio su tela, Tate Britain, Londra;
- Ulisse schernisce Polifemo, 1829, olio su tela, National Gallery, Londra;
- Regolo, 1829-1837, olio su tela, Tate Britain, Londra;
- La stella della sera, 1830 circa, olio su tela, National Gallery, Londra;
- Vista della Baia Grande, 1830 circa, MUŻA, Valletta;
- L'incendio delle Camere dei Lord e dei Comuni, 1835, olio su tela, Cleveland Museum of Art, Cleveland;
- Rome, From Mount Aventine, 1835, collezione privata;
- Norham Castle: alba, 1835-1840, olio su tela, Tate Britain, Londra;
- Giulietta e la balia, 1836, olio su tela, collezione privata;
- La valorosa Téméraire, 1837, olio su tela, National Gallery, Londra;
- Bufera di neve, valanga e inondazione, 1839, olio su tela, The Art Institute, Chicago;
- Roma moderna - Campo Vaccino, 1839, olio su tela, Getty Museum, Los Angeles;
- La nave negriera, 1840, olio su tela, Museum of Fine Arts, Boston;
- Venezia dal Canale della Giudecca, 1840, olio su tela, Victoria and Albert Museum, Londra;
- Pace. Esequie in mare, 1842, olio su tela, Tate Britain, Londra;
- Tempesta di neve. Battello a vapore al largo di Harbour's Mouth, 1842, olio su tela, Tate Britain, Londra;
- La Dogana, San Giorgio e le Zitelle dalla gradinata dell'albergo Europa, 1842, olio su tela, Tate Britain, Londra;
- Luce e colore (la teoria di Goethe), 1843, olio su tela, Tate Britain, Londra;
- Ombra e tenebre. La sera del Diluvio, 1843, olio su tela, Tate Britain, Londra;
- Pioggia, vapore e velocità, 1844, olio su tela, National Gallery, Londra.